# Reinhard Karrenbrock
Reinhard Karrenbrock (* 1955) ist ein deutscher Kunsthistoriker.
Nach dem Studium der Kunstgeschichte, mittelalterlichen Geschichte und Volkskunde an der Universität Münster wurde Karrenbrock 1988 ebendort mit einer Arbeit zum Bildhauer Evert van Roden promoviert. 1989 bis 1991 arbeitete er an der Überarbeitung des Dehio-Handbuchs für Niedersachsen und Bremen mit. 1993 bis 1998 war er mit der Bestandserhebung der spätmittelalterlichen Holzskulptur nach 1400 im Kölner Museum Schnütgen betraut. Seit 2000 bis zum Eintritt in den Ruhestand war er Leiter der Inventarisation in der Abteilung Kunstpflege des Bischöflichen Generalvikariats Münster.
Reinhard Karrenbrock ist Autor zahlreicher Publikationen zu mittelalterlicher und frühneuzeitlicher Kirchenausstattung, insbesondere zu Holz- und Steinskulptur zwischen Niederrhein, Westfalen und Norddeutschland.

## Schriften (Auswahl)
- Christus am Kreuz. Der Gekreuzigte in der mittelalterlichen Skulptur Westfalens. Ausstellungskatalog. Unna 1990.
- Evert van Roden. Der Meister des Hochaltars der Osnabrücker Johanniskirche. Ein Beitrag zur westfälischen Skulptur der Spätgotik (= Osnabrücker Geschichtsquellen und Forschungen. Band 31). Münster 1992.
- St. Johann zu Osnabrück. Die Stiftskirche und ihre Kunstdenkmäler. Osnabrück 1992.
- Westfalen in Niedersachsen. Kulturelle Verflechtungen. Münster – Osnabrück – Emsland – Oldenburger Münsterland. Ausstellungskatalog. Cloppenburg 1993.
- Ein spätgotischer Sandsteinengel des Schnütgen-Museums. Zum Sakramentshaus des Osnabrücker Domes und seiner figürlichen Ausstattung. In: Kölner Museums-Bulletin (1994), S. 24–34.
- (Bearb.): Gerettete Originlität. Mittelalterliche Bildwerke aus dem Museum im Roselius-Haus (= Die Sammlungen des Museums im Roselius-Haus. Band 2). Bremen 1999.
- mit Claudia Lichte (Bearb.): Antlitz des Mittelalters. Mittelalterliche Bildwerke aus rheinischem Privatbesitz. Ausstellungskatalog. Aachen / Rottweil 1999.
- Die Auferweckung des Lazarus im Schnütgen-Museum in Köln. Ein Beitrag zur kölnischen Steinskulptur der Zeit um 1500. In: Ulrich Krings (Hrsg.): Thesaurus Coloniensis. Beiträge zur mittelalterlichen Kunstgeschichte Kölns. Festschrift für Anton von Euw (= Veröffentlichungen des Kölnischen Geschichtsvereins. Band 41). Köln 1999.
- (Bearb.): Die Holzskulpturen des Mittelalters 1400 bis 1540. Köln, Westfalen, Norddeutschland (= Sammlungen des Museum Schnütgen. Band 5). Köln 2001.
- mit Holger Kempkens: St. Viktor zu Xanten. Xanten 2002.
- mit Gerard Lemmens, Guido de Werd: Dries Holthuys. Ein Meister des Mittelalters aus Kleve. Ausstellungskatalog. Kleve 2002.
- mit Udo Grote (Hrsg.): KirchenSchätze. 1200 Jahre Bistum Münster. 2 Bände. Ausstellungskatalog. Münster 2005.
- Heilige Häupter in textiler Zier. Das spätgotische Hochaltarretabel der Zisterzienser-Klosterkirche Marienfeld und sein verlorener Reliquienschrein. In: Westfalen. Hefte für Geschichte, Kunst und Volkskunde 85/86 (2007/08), S. 263–300.
- „...VND SY IST IN FLANDERN GEMACHT“. Frühe niederländische Altarretabel – Produktion und Export. In: Till-Holger Borchert (Hrsg.): Van Eyck bis Dürer. Altniederländische Meister und die Malerei in Mitteleuropa 1430–1530. Ausstellungskatalog. Stuttgart 2010, S. 34–52.
- St. Nicolai in Kalkar. Ein Zentrum spätmittelalterlicher Bildschnitzerkunst am Niederrhein. In: Andrea Pufke (Hrsg.): Der Niederrhein. Kunstlandschaft der Spätgotik (= Mitteilungen aus dem LVR-Amt für Denkmalpflege im Rheinland. Band 15). Pulheim-Brauweiler 2013, S. 29–44.
- Das Triumphkreuz der Zisterzienserabteikirche Kamp – heute in Dinslaken. In: Michael Grandmontagne, Tobias Kunz (Hrsg.): Skulptur um 1300 zwischen Paris und Köln. Petersberg 2016, S. 322–335.
- mit Marc Peez: Das spätmittelalterliche Hochaltarretabel der Zisterzienserkirche Kamp. In: Jahrbuch der rheinischen Denkmalpflege 46 (2018), S. 235–270.
- Burgund am Niederrhein. die spätgotische Triumphkreuzgruppe der Augustinerkirche in Marienthal. In: Wallraf-Richartz-Jahrbuch 82 (2021), S. 49–69.
- Spätmittelalterliche Altarretabel aus Kölner Bildschnitzerwerkstätten. Eine Spurensuche. In: Wallraf-Richartz-Jahrbuch 83 (2022), S. 7–44.
- Hans Brüggemann und die Niederlande. Zur künstlerischen Herkunft des Bildhauers. In: Uta Kuhl u. a. (Hrsg.): Der Bordesholmer Altar des Hans Brüggemann. Petersberg 2023, S. 150–164.